# Vera Cruz (Rio Grande do Sul)
Vera Cruz est une municipalité brésilienne de l'État de Rio Grande do Sul. Elle se situe à 160 km de Porto Alegre et 131 km de Santa Maria, au centre de l'état. Sa population, selon les estimations de l'IBGE pour 2021, est de 27 325 habitants. La ville a une superficie de 309 621 km² et se trouve dans la région de Vale do Rio Pardo. De climat tempéré, elle constitue une région physiographique de transition entre le plateau et la dépression centrale, avec une végétation originaire de la forêt atlantique et de la pampa, et une prédominance lithographique de roches volcaniques.

## Histoire
La colonisation de Vera Cruz débute le 11 octobre 1854 à proximité de la plaine inondable de Quilombo. D'abord village de Vila Teresa, la colonie deviendra Vera Cruz en 1858. 